# Máriáss József-díj
A Máriáss József-díjat, 1999-ben a zalaegerszegi Hevesi Sándor Színház alapította Máriáss József színművész emlékére.

## Díjazottak
- 1999 – Farkas Ignác
- 2000 – Pap Lujza
- 2001 – Farkas Ignác
- 2002 – Pap Lujza
- 2003 – Ecsedi Erzsébet
- 2004 – Egri Kati
- 2005 – Kricsár Kamill
- 2006 – Urházy Gábor László
- 2007 – Kiss Ernő
- 2008 – Holecskó Orsolya
- 2009 – Kovács Olga
- 2010 – Kiss Ernő
- 2011 –
- 2012 – Barsi Márton
- 2013 – Lőrincz Nikol
- 2014 – Farkas Ignác[1]
- 2015 – Pap Lujza[2]
- 2016 – Pap Lujza[3]
- 2017 – Kátai Kinga[4]
- 2022 – Urházy Gábor László[5]
- 2023 – Pap Lujza[6]
- 2024 – Kovács Martin[7]